# 小谷究
小谷 究（こたに きわむ、1980年9月4日-）は石川県出身のバスケットボール研究者。流通経済大学スポーツ健康科学部スポーツコミュニケーション学科准教授、日本バスケットボール殿堂事務局を務める。バスケットボールの歴史と戦術研究を専門とする。リトルトゥース。

## 経歴
- 1999年　京北高等学校卒業
- 2003年　日本体育大学体育学部体育学科卒業
- 2003年　日本体育大学男子バスケットボール部　アシスタントコーチ
- 2006年　日本体育大学大学院博士前期課程修了
- 2007年　日本体育大学男子バスケットボール部　ヘッドコーチ（2009年まで）
- 2014年　日本体育大学大学院博士後期課程修了　博士（体育科学）取得
- 2014年　日本体育大学男子バスケットボール部　アシスタントコーチ（2016年まで）
- 2017年　流通経済大学スポーツ健康科学部スポーツコミュニケーション学科　助教
- 2017年　流通経済大学バスケットボール部　ヘッドコーチ（2022年まで）
- 2020年　流通経済大学スポーツ健康科学部スポーツコミュニケーション学科　准教授

## 著書
- 「バスケットボール指導大全」（東野智弥,佐良土茂樹,若月翼,関根悠太,入野貴幸,冨山晋司共著 イースト・プレス 2025年6月）ISBN 478162460X
- 「バスケットボール ジュニア選手のためのハンドリング実践上達バイブル」（石杜駿共著 メイツ出版 2025年5月）ISBN 4780430283
- 「バスケットボール 戦術を極める! 世界基準のセットプレー88」（BT・テーブス共著 エクシア出版 2025年1月）ISBN 4910884203
- 「高校バスケットボール強豪校育成メソッド」（単著 イースト・プレス 2025年1月）ISBN 4781624227
- 「最新科学が教えるバスケットボールのオフェンスメソッド」（桶谷大共著 日東書院 2024年5月）ISBN 4528024446
- 「バスケットボール解剖図鑑」（佐藤賢次共著 イースト・プレス 2023年3月）ISBN 4781621619
- 「データで強くなる！バスケットボール最強の確率」（木村和希共著 日東書院 2022年5月）ISBN 4528023814
- 「『次はどう動く?』バスケットボール脳を鍛えるプレー問題集」（安齋竜三共著 辰巳出版 2021年10月）ISBN 4777828247
- 「バスケットボール勝つためのセットプレー88」（東野智弥共著 エクシア出版 2021年9月）ISBN 4908804761
- 「女性コーチ〜それぞれの歩み〜」（三倉茜共著 流通経済大学出版会 2021年9月）ISBN 4947553901
- 「スポーツ技術・戦術史」（新井博共著 流通経済大学出版会 2021年3月）ISBN 494755388X
- 「バスケットボール戦術学2」（前田浩行共著 ベースボール・マガジン社 2020年8月）ISBN 4583112971
- 「バスケットボール戦術学1」（前田浩行共著 ベースボール・マガジン社 2020年7月）ISBN 4583112963
- 「籠球五輪 バスケットボール・オリンピック物語」（清水義明監修 谷釜尋徳共著 流通経済大学出版会 2020年1月）ISBN 4947553820
- 「バスケットボールが科学で強くなる！」（柏倉秀徳共著 日東書院 2020年1月）ISBN 4528022788
- 「バスケットボールを楽しく学ぶファンドリル」（鈴木良和監修 加賀屋圭子共著　ベースボール・マガジン社 2019年8月）ISBN 4583112165
- 「バスケセンスが身につく」（網野友雄共著 東邦出版 2019年4月）ISBN 4809416674
- 「100問の“実戦ドリル”でバスケiQが高まる」（佐々木クリス共著 東邦出版 2018年12月) ISBN 4809416348
- 「勝つためのバスケットボールの科学」（倉石平 田渡優共著 洋泉社 2018年12月）ISBN 4800316065
- 「バスケットボール競技史研究概論」（流通経済大学出版会 2018年12月）ISBN 4947553782
- 「バスケットボール学入門」（流通経済大学出版 2017年11月）ISBN 4947553766
- 「ボールマンがすべてではない」（大野篤史共著 東邦出版 2017年9月）ISBN 4809415228
- 「バスケットボール用語事典」（小野秀二共著 廣済堂出版 2017年6月）ISBN 4331521052